# Alexander Behrang Keshtkar
Alexander Behrang Keshtkar (født 3. juli 1984 i Shiraz, Iran) er en dansk skuespiller.

## Baggrund
Alexander Behrang Keshtkar er født i Shiraz i Iran, men kom til Danmark som et-årig flygtning og fik bopæl i Kalundborg. Han flyttede efterfølgende til Nivå i Nordsjælland. 
Alexander er blandt andet kendt for kronikken "Jeg var Omar el-Hussein", som blev bragt i Information.

## Karriere
Han var med i 4. sæson af tv-serien Broen, som havde premiere den 1. januar 2018 på DR1. Han spillede også skurken i Eric Bress' film Ghosts Of War som også havde biografpremiere i 2018. 
På teateret har Alexander spillet på Betty Nansen Teatret (Contact) i stykket "Ik’ for børn". 

## Filmografi

### Film
- De Standhaftige (2016) - sygeplejer[1]
- Undercover (2016) - fynsk gangster[1]
- Dræberne fra Nibe (2017) - taxachauffør[1]
- Mens vi lever (2017) - lærer Bo[1]

### Tv-serier
- Rita - Bo[1]
- Broen III (2018) - Taariq[1][3]
- Den som dræber – Fanget af mørket (2019) - Murad[1]